# Disney Dollar
Le Disney Dollar était une monnaie de substitution utilisée par Disney dans les parcs d'attractions américains de la société de 1987 à 2016. Ils étaient aussi utilisables sur la Disney Cruise Line et échangeable dans la plupart des Disney Store américaines.
Seuls des billets sont édités avec des valeurs faciales de 1, 5, 10 et depuis 2005 de 50 dollars. Ils ont été lancés le 5 mai 1987 afin de satisfaire la demande des collectionneurs. Les billets sont imprimés soit par le Disneyland Resort (numéro de série commençant par la lettre A) soit par le Walt Disney World Resort (lettre D). En 2007, pour les vingt ans de cette monnaie, une édition spéciale des billets de un dollar a été créée avec pour thèmes les Pirates of the Caribbean.
En 1989 le parc de Tokyo Disneyland proposait, quant à lui, un Disney Yen de valeur 500 yens. En 1995, les valeurs 500 et 1 000 étaient disponibles. Mais ces billets sont officiellement baptisés Tokyo Disneyland Gift Card afin de bien les dissocier de la monnaie.
Le 13 mai 2016, Disney annonce l'arrêt des Disney Dollar,.

## Les billets
Les premiers billets Disney Dollars ont été émis pour le public le 5 mai 1987 avec alors des valeurs de un figurant Mickey Mouse et cinq dollars figurant Dingo. Le personnage au centre du billet, souvent un Mickey Mouse, varie selon les années et peut aussi être un des "monuments" de Disneyland ou de Walt Disney World Resort. Le 20 novembre 1989, des billets de dix dollars figurants Minnie Mouse ont été ajoutés.
Deux petites reproductions monochromes de la Fée Clochette volent sur les bords du billet. Il y a parfois la signature du Trésorier, Scrooge McDuck (Balthazar Picsou). La couleur de fond reprend celle du dollar américain et les billets sont numérotés.

### Le billet de 1
C'est souvent celui-ci qui comporte Mickey Mouse sous plusieurs formes :
- en 1987 pour sa première émission Mickey Mouse
- en 1988, Mickey est en costume
- en 1993, c'est un Mickey au dessin en relief pour son 65e anniversaire.
- en 2001, Mickey tient la barre du Steamboat Willie (en monochrome) et a été représenté sur ce billet pour le 100e anniversaire de Walt Disney. Il comporte aussi le logo de cette célébration
- en 2003, Mickey salue de la main gauche, seul le buste est visible.
- en 2005, c'est Cendrillon, Dumbo ou Chicken Little pour le 50e anniversaire de Disneyland
- en 2007, trois billets ont été édités avec au recto soit le Black Pearl, soit le Hollandais volant soit l'Impératrice. Leurs dos sont tous avec la tête de mort, symbole de Jack Sparrow.

### Le billet de 5
- en 1987, Dingo a été représenté sur ce billet pour sa première émission
- en 1989, il tourne la tête vers la droite et a les yeux fermés
- en 2001, Blanche-Neige a été représentée sur ce billet pour le 100e anniversaire de Walt Disney. Il comporte aussi le logo de cette célébration.
- en 2005, c'est Donald Duck pour le 50e anniversaire de Disneyland

### Le billet de 10
- en 1989, ce billet apparaît pour la première fois avec Minnie Mouse, le 20 novembre[1].
- en 1991, on a pu y voir Minnie Mouse
- en 2001, la Fée Clochette a été représentée sur ce billet devant le château (flou) de Disneyland pour le 100e anniversaire de Walt Disney. Il comporte aussi le logo de cette célébration
- en 2005, c'est Stitch pour le 50e anniversaire de Disneyland

### Le billet de 50
Il est apparu en 2005 avec un Mickey pour le 50e anniversaire de Disneyland.